# Різанина у день Святого Брайса
Різани́на да́нців у день Свято́го Бра́йса була влаштована 13 листопада 1002 року за наказом короля Англії Етельреда II Нерозумного.
У часи правління Етельреда Англія потерпала від постійних набігів данців. Етельред, можливо, заохочений підтримкою нормандців, отриманою внаслідок його шлюбу з Еммою Нормандською, видав едикт, що дозволяв убивство данців, які проживали в Англії, й таким чином продемонстрував свої наміри всіх їх убити. Задум Етельреда Нерозумного готувався в обстановці суворої секретності. Одного дня всі данці, що жили в Англії, були нещадно вирізані.
Серед свідчень різанини, що відбулась — королівська грамота про відновлення оксфордської церкви Св. Фрідесвіди, яка була спалена разом з данцями, що шукали в ній притулку.
Різанина, влаштована з метою убезпечення Англії, мала прямо протилежний ефект, спричинивши вторгнення Свена Вилобородого. Він з'явився поблизу берегів Англії з величезним флотом, палаючи, як і його солдати, жагою помсти. У 1013 році Свен I Вилобородий цілковито панував в Англії, а Етельред утік до Нормандії.